# Тимофеев, Дмитрий Александрович
Дмитрий Александрович Тимофеев (1906—1945) — советский хозяйственный, государственный и политический деятель.

## Биография
Родился в 1906 году в Москве. Член ВКП(б) с 1926 года.
С 1920 года - на хозяйственной, общественной и политической работе. В 1920-1945 гг. —  ученик слесаря в мастерской на фабрике тонких сукон г. Кунцево, слесарь, токарь, монтёр, монтажник теплосиловых установок на фабрике № 14 г. Кунцево, на заводе № 22 г. Москвы, мастер в цехе окончательной сборки, инженер отдела технического контроля, начальник ОТК завода, начальник лётно-испытательной станции, начальник ряда цехов, начальник ремонтно-эксплуатационного отдела завода № 22, ответственный руководитель подготовки материальной части Экспедиции на Северный полюс и её участник, директор завода № 126, начальник 5-го Главного управления НКАП на Дальнем Востоке, директор завода № 126 в г. Комсомольске-на-Амуре.
Избирался депутатом Верховного Совета РСФСР 1-го созыва.
Погиб в авиакатастрофе в 1945 году.